# Gold-Diggers Sound
Gold-Diggers Sound è il terzo album in studio del cantante statunitense Leon Bridges, pubblicato il 23 luglio 2021.

## Storia dell'album
Il titolo dell'album deriva dall'omonimo hotel statunitense in cui l'artista ha tenuto una residency precedentemente e in cui ha iniziato a lavorare sul suo terzo progetto discografico, collaborando fra l'altro anche con musicisti conosciuti in questa sede. L'artista ha dichiarato di aver iniziato a comporre senza avere chiara in mentre la direzione da seguire, partendo da improvvisazioni e melodie create dai musicisti con cui collaborava in quel periodo. Ciononostante, l'artista ha dichiarato di aver scelto di creare sonorità differenti rispetto ai suoi precedenti album.

## Tracce
1. Born Again (feat. Robert Glasper) – 3:43
2. Motorbike – 3:08
3. Steam – 3:23
4. Why Don't You Touch Me – 3:17
5. Magnolias – 3:22
6. Gold-Diggers (Junior's Fanfare) – 0:41
7. Details – 3:16
8. Sho Nuff – 3:07
9. Sweeter (feat. Terrace Martin) – 2:48
10. Don't Worry (feat. Ink) – 6:41
11. Blue Mesas – 3:15